# Parabrotica
Parabrotica is een geslacht van kevers uit de familie bladkevers (Chrysomelidae).
De wetenschappelijke naam van het geslacht werd in 1961 gepubliceerd door Bechyne & Bechyne.

## Soorten
- Parabrotica decolor Bechyne & Bechyne, 1961
- Parabrotica litura (Weise, 1921)
- Parabrotica subtilis (Weise, 1921)